# Olga Vrabie
Olga Vrabie (n. 11 noiembrie 1902, Chișinău, Imperiul Rus – d. 14 august 1928) a fost o poetă din Basarabia.

## Biografie
S-a născut la 11 noiembrie 1902, în familia lui Dimitrie Vrabie și a Elenei Andrianov. Tatăl ei a fost primar al orașului Bălți.
A studiat la școala primară și Liceul de Fete Ghenșche din Bălți, facându-și studiile în limba rusă. După absolvirea liceului în 1919, în 1920 se înscrie la Facultatea de Filologie a Universității din Iași.
La 1 iunie 1923 s-a căsătorit cu Gheorghe I. Năstase. După căsătorie și-a păstrat numele Vrabie. A lucrat și ca suplinitoare. În literatură a fost încurajată de Garabet Ibrăileanu. Acesta, care o „cunoscuse” mai întâi prin cele câteva poeme trimise spre publicare revistei Viața Românească, o întâlnise la mănăstirea Văratec, în al cărei sanatoriu tânăra se afla convalescență. După ce suferința i-a fost ameliorată în sanatoriul mănăstirii Bârnova, Olga Vrabie a fost până la urmă primită în arhondaricul mănăstirii Văratec.
Olga Vrabie a încetat din viață la 26 de ani, fiind înmormântată în cimitirul Bisericii „Mucenica Varvara”.

## Opere publicate
- Opera completă, Editura Safir, Iași, 1997, studiu introductiv și traduceri din limba rusă de Emil Iordache; repere biografice de Dumitru Năstase[5][6]